# Chapelle Sainte-Barbe de Somain
Pour les articles homonymes, voir chapelle Sainte-Barbe.
Ne doit pas être confondu avec la première chapelle Sainte-Barbe de Somain.
La chapelle Sainte-Barbe est une ancienne chapelle située à Somain dans le département français du Nord. Elle fait partie des éléments classés à la liste du patrimoine mondial de l'Unesco du bassin minier du Nord-Pas-de-Calais, depuis le 30 juin 2012 ; ce qui l'a sauvée de la démolition. Cet édifice est l'un des rares du secteur qui témoigne encore du vécu social des mineurs d'autrefois.

## Histoire
L'édifice est construit en 1911 par la Compagnie des mines d'Aniche pour abriter des salles de catéchisme et de patronage (servant aussi épisodiquement de salle des fêtes) pour les enfants de mineurs de la fosse De Sessevalle. Les mineurs et leurs familles sont desservis par la paroisse Notre-Dame-des-Orages dont l'église est également construite par la Compagnie et dont l'ancien presbytère demeure ; mais à cause de la baisse brutale de la pratique catholique dans les années 1970 et du coût de l'entretien de l'édifice, l'église est démolie en 1983 sous la municipalité communiste. Il ne reste donc plus que ce bâtiment abritant les salles de catéchisme et de patronage. Il est transformé en chapelle, consacrée à sainte Barbe, patronne des mineurs. Elle est bénie en 1983, après des travaux de réfection. Une partie du mobilier de l'ancienne église est récupérée à la nouvelle chapelle. Cependant par manque de moyens et à cause de la poursuite de la baisse de la pratique dominicale, la chapelle finit par fermer à l'aube du XXIe siècle. La statue de sainte Barbe qui était honorée chaque 4 décembre est transférée à l'église Saint-Michel du centre-ville. La chapelle est désacralisée et elle tombe rapidement dans un état de grand délabrement.
Elle est inscrite le 30 juin 2012 à la liste des éléments du bassin minier du Nord-pas-de-Calais intégrés au patrimoine mondial de l'Unesco, ce qui la sauve de la démolition. Ni la municipalité, ni le diocèse de Cambrai (à qui appartient le bâtiment) n'ont entamé de démarches de réhabilitation pour cet édifice qui se trouve dans un quartier « en difficulté ».

## Description
Le bâtiment rectangulaire de briques rouges est bâti tout en longueur et il n'est éclairé que d'un seul côté par des fenêtres aux arcs en plein-cintre. À chaque extrémité, la façade est surélevée d'un pignon. Elle est ornée d'une longue frise sous la toiture à un seul pan, mariant en damier des briques rouge foncé et des briques blanches. Le même décor se retrouve dans l'arc au-dessus des fenêtres et dans des bandeaux. La menuiserie des baies est à petits carreaux surmontée d'une imposte en éventail. Les encorbellements sont de couleur grise. En 2017, les portes et fenêtres de l'édifice menaçant ruine sont murées pour dissuader les squatteurs.

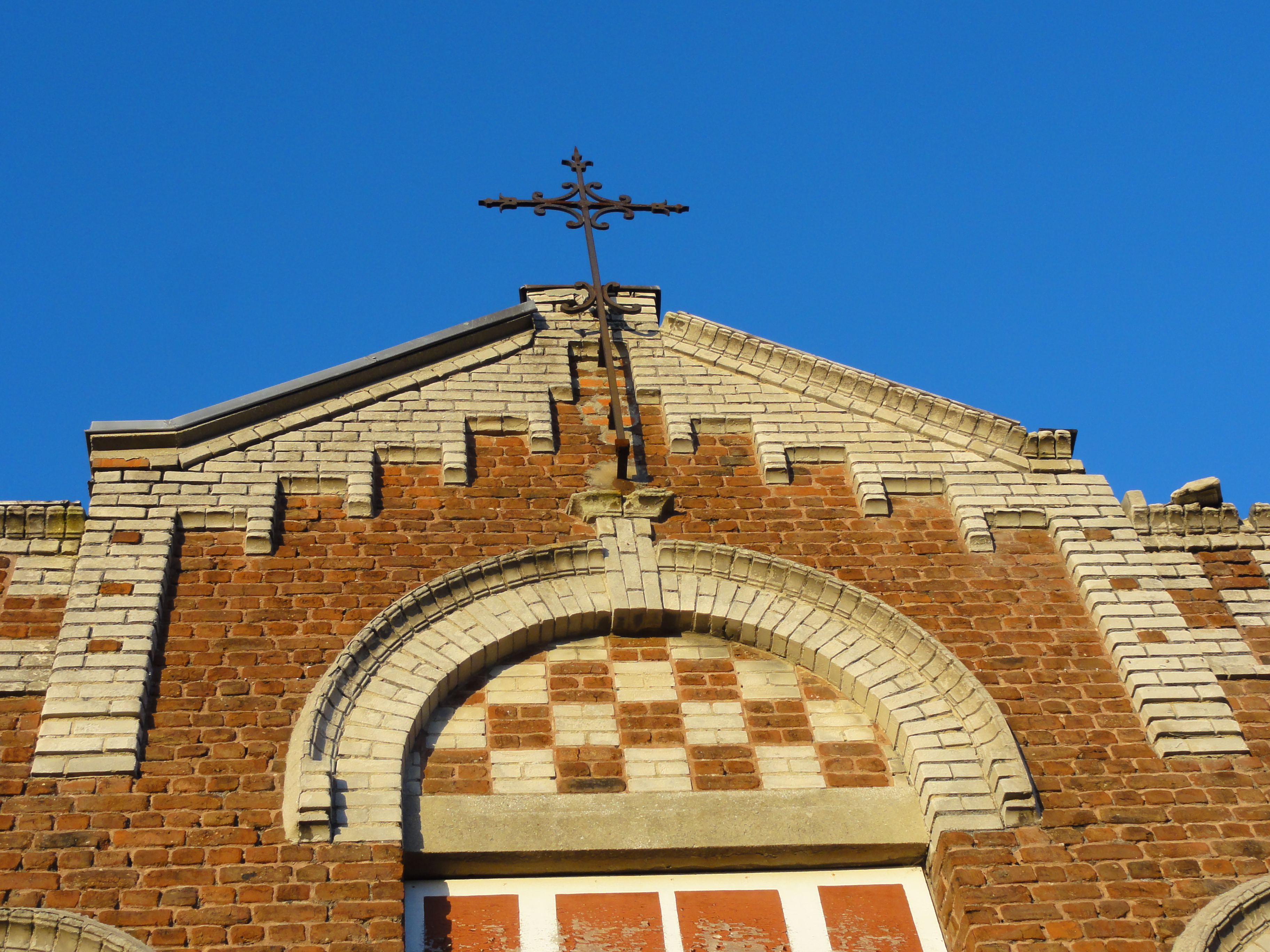
Détail d'un des pignons.
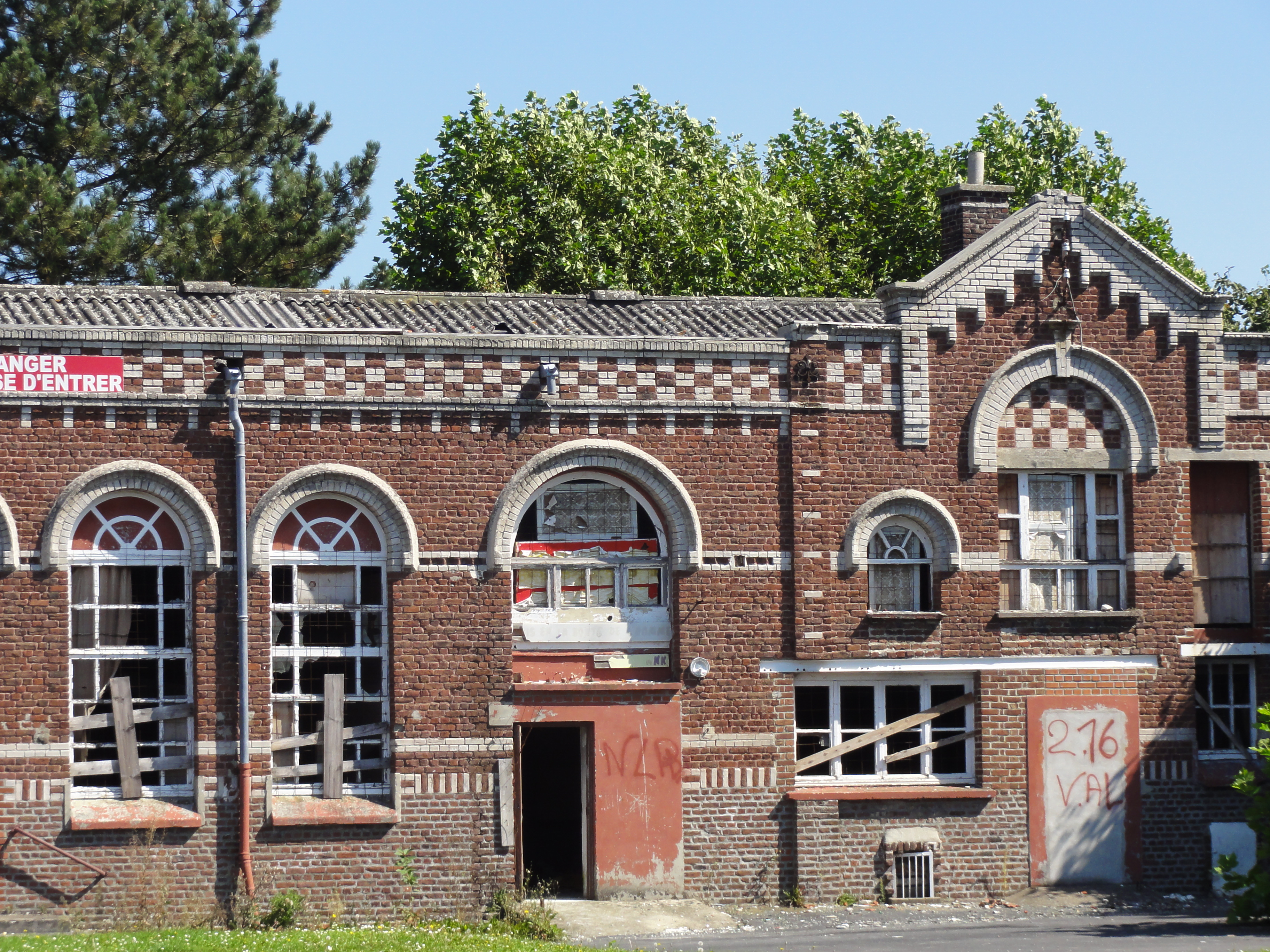
Détail de la façade en 2011